# Model of Human Occupation
Das Model of Human Occupation (MOHO) ist ein theoretisches Konzept zur Ergotherapie, 1980 benannt und vorgestellt in einer vierteiligen Artikelserie von dem Chicagoer Hochschullehrer Gary Kielhofner (1949–2010). Kielhofner hatte in Kalifornien bei Mary Reilly (1916–2012) studiert und übernahm ihr Paradigma, demzufolge produktive, motivierte Beschäftigung die Betreuung von Patienten nicht nur erleichtert, sondern selbst Behandlungsziel ist. In den USA arbeiten 11 % der Ergotherapeuten mit dem MOHO.
Dem MOHO liegt die systemtheoretische Sichtweise zugrunde, d. h. der Mensch wird als dynamisches System angesehen, dessen Verhalten auf seine innere Verfassung und Fähigkeiten zurückwirkt. Wie Menschen sich beschäftigen, formt MOHO zufolge Gesundheit, Wohlbefinden, und Entwicklung. Das Betätigungsverhalten (occupational behavior) kann von persönlichen und umweltbedingten Faktoren beeinflusst werden. Die Therapie soll den Klienten kompetentere und zufriedenere Betätigung ermöglichen.
MOHO konzeptualisiert das Beschäftigungsverhalten als Resultat dreier Komponenten:
1. Volition steht für die Motivation, die sich aus Interessen, Selbstbild, und Werten des Klienten zusammensetzt.
2. Habituation (Gewöhnung) bezeichnet das Erlernen von Rollenmustern und Arbeitsroutinen, und
3. Performance capacity umfasst die individuellen körperlichen und geistigen Fähigkeiten im Beschäftigungsumfeld.

Diese drei inneren Faktoren sowie die physische und soziale Umwelt beeinflussen das tägliche Handeln der Menschen, ihre Gesundheit bzw. chronische Erkrankungen und Behinderungen, und ihre soziale Situation als Arbeitnehmer. Aus diesem Verständnis heraus lassen sich therapeutische Eingriffe erarbeiten.
Assessments (Erhebungsinstrumente) für MOHO sind auch in deutscher Sprache verfügbar.